# Sorrento Calcio 1945
Sorrento Calcio 1945, zkráceně jen Sorrento je italský fotbalový klub hrající v sezóně 2024/25 ve 3. italské fotbalové lize sídlící ve městě Sorrento v regionu Kampánie.
Klub byl založen v roce 2016, který se hlásí odkazu klubu který vznikl v roce 1945 pod názvem Società Sportiva Sorrento. Jedinou sezonu ve druhé lize odehrál v sezoně 1971/72. Větší část hrál ve čtvrté lize a to 20 sezon.

## Změny názvu klubu
- 1945/46 – 1949/50 – SS Sorrento (Società Sportiva Sorrento)
- 1950/51 – Sant'Agnello - Penisola Sorrentina (Sant'Agnello - Penisola Sorrentina)
- 1951/52 – US Penisola Sorrentina (Unione Sportiva Penisola Sorrentina)
- 1952/53 – 1956/57 – SS Flos Carmeli (Società Sportiva Flos Carmeli)
- 1957/58 – 1980/81 – SS Sorrento (Società Sportiva Sorrento)
- 1981/82 – 1990/91 – AC Sorrento (Associazione Calcio Sorrento)
- 1991/92 – 2005/06 – AS Sorrento (Associazione Sportiva Sorrento)
- 2006/07 – 2015/16 – Sorrento Calcio (Sorrento Calcio)
- 2016/17 – FC Sorrento (Football Club Sorrento)
- 2017/18 – 2020/21 – Sorrento 1945 (Sorrento 1945)
- 2021/22 – Sorrento Calcio 1945 (Sorrento Calcio 1945)

## Získané trofeje

### Vyhrané domácí soutěže
- 3. italská liga ( 1× )

1970/71
- 4. italská liga ( 3× )

1968/69, 2006/07, 2022/23

## Účast v ligách
| Úroveň soutěže | Název soutěže (nynější název) | První hraná sezona | Poslední hraná sezona | celkem odehraných sezon |
| -------------- | ----------------------------- | ------------------ | --------------------- | ----------------------- |
| 2              | Serie B                       | 1971/72            | 1971/72               | 1                       |
| 3              | Serie C                       | 1947/48            | 2024/25               | 19                      |
| 4              | Serie D                       | 1948/49            | 2022/23               | 20                      |
| 5              | Eccellenza                    | 1989/90            | 2005/06               | 10                      |